# Donja Omašnica
Donja Omašnica (en serbe cyrillique : Доња Омашница) est un village de Serbie situé dans la municipalité de Trstenik, district de Rasina. Au recensement de 2011, il comptait 595 habitants.

## Démographie
| 1948 | 1953  | 1961  | 1971 | 1981 | 1991 | 2002 | 2011 |
| ---- | ----- | ----- | ---- | ---- | ---- | ---- | ---- |
| 962  | 1 015 | 1 025 | 993  | 976  | 943  | 708  | 595  |

|  |